# Rowett Research Institute
Le Rowett Research Institute est un laboratoire de recherche sur l'alimentation et la nutrition. Fondé en 1913, il est situé à Aberdeen, en Écosse. Depuis 2008, il a été intégré à l'université d'Aberdeen.

## Histoire
L’institut a été fondé en 1913 lorsque l’Université d’Aberdeen et le North of Scotland College of Agriculture sont convenus qu’un « Institut de recherche sur la nutrition animale » devrait être créé en Écosse. Le premier directeur fut John Boyd Orr, qui devint plus tard Lord Boyd Orr, quitta Glasgow pour « les étendues sauvages de l’Aberdeenshire » en 1914. Orr a élaboré des plans pour un institut de recherche en nutrition. Orr a également fait don de £5000  pour la construction d’un bâtiment de laboratoire en granit à Craibstone, non loin du site de Bucksburn du Rowett.

Au début de la Grande Guerre, Orr quitta l’Institut, mais revint en 1919 avec un personnel de quatre personnes pour commencer à travailler dans le nouveau laboratoire. Orr a continué à faire pression pour la création d’un nouvel institut de recherche et finalement le gouvernement a accepté de payer la moitié des coûts, mais a stipulé que l’autre moitié devait être trouvée à partir d’autres sources. L’argent supplémentaire a été donné par le Dr John Quiller Rowett, un homme d’affaires et directeur d’un marchand de vins et spiritueux à Londres.

Le don de Rowett a permis l’achat de 41 acres de terrain pour la construction de l’Institut. Rowett contribua également à hauteur de £10 000 au coût des bâtiments. L’argent a été donné avec une stipulation très importante de Rowett: « Si un travail effectué à l’Institut sur la nutrition animale s’avérait avoir une incidence sur la nutrition humaine, l’Institut serait autorisé à suivre ce travail ». L’Institut a été officiellement ouvert en 1922 par la reine Mary.

En 1927, le Rowett a reçu £5000  pour mener une enquête visant à déterminer si la consommation de lait pouvait améliorer sa santé. Après d’autres tests sur d’autres groupes, un projet de loi a été adopté à la Chambre des communes permettant aux autorités locales écossaises de fournir du lait bon marché ou gratuit à tous les écoliers. Il a rapidement été appliqué en Angleterre aussi. Cela a permis de réduire l’excédent de lait à l’époque et a également aidé à sauver l’industrie laitière qui risquait de s’effondrer.

En 1936, Orr a publié Food, Health and Income, montrant que le coût d’un régime répondant aux besoins nutritionnels de base était au-delà des moyens de la moitié de la population britannique et que 10% de la population était sous-alimentée. À la suite de cette première étude, l’enquête Carnegie (soutenue par le Carnegie UK Trust) a commencé en 1937 et a interrogé près de 8000 personnes dans 16 endroits, la plus grande étude tentée au Royaume-Uni concernant l’alimentation et la santé.

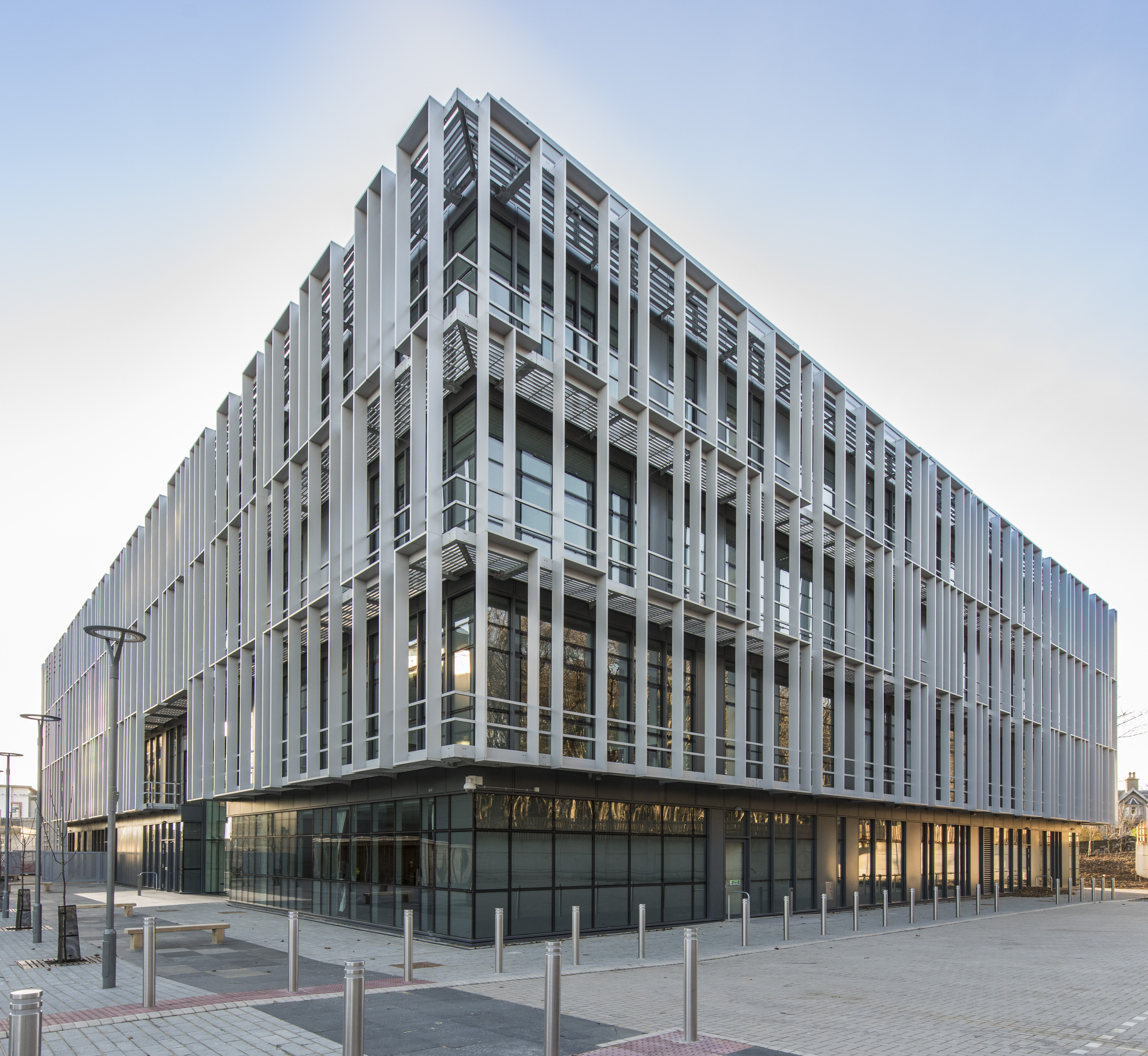
Extérieur du nouveau bâtiment sur le Campus de Foresterhill Health

La guerre a éclaté juste après la fin de l’étude en 1939, mais les résultats de l’enquête Carnegie ont été cruciaux pour aider à mettre en œuvre une politique alimentaire en temps de guerre.

Le 1er juillet 2008, l’Institut a fusionné avec l’Université d’Aberdeen pour devenir le Rowett Institute of Nutrition and Health, College of Life Sciences and Medicine.

En mars 2016, l’Institut Rowett a déménagé dans un bâtiment construit à cet effet sur le campus de la faculté de médecine de l’Université à Foresterhill, Aberdeen.

## Anciens collaborateurs célèbres
- Ainsley Iggo, connu pour avoir démontré l’enregistrement électrique de fibres C individuelles dans le corps humain. Président de l’Association internationale pour l’étude de la douleur (IASP) (1981-84).
- Peter Joseph Heald, connu pour ses recherches sur la biochimie de la reproduction.
- Winifred Margaret Dean, traductrice prolifique de textes scientifiques allemands en anglais.

## Personnel historique
- A. T. Phillipson Chef de la Physiologie de 1947 à 1963 et directeur adjoint à partir de 1952.
- John Boyd Orr, directeur de 1914 à 1945, lauréat du prix Nobel de la paix pour ses recherches sur la nutrition et son travail en tant que premier directeur général de l’Organisation des Nations unies pour l’alimentation et l’agriculture.
- David Cutbertson, leader mondial du métabolisme. Directeur de 1945 à 1965
- Kenneth Blaxter, directeur de 1965 à 1982.
- Asim K. Duttaroy, professeur à l’Institut de 1990 à 2001, actuellement professeur de nutrition clinique à l’Université d’Oslo.
- Richard Laurence Millington Synge, chercheur à l’Institut de 1948 à 1967, lauréat d’un prix Nobel de chimie pour l’invention de la chromatographie sur partition.